# Max Cahner i Garcia
Max Emanuel Cahner i Garcia (Bad Godesberg, Prússia, ara part de Bonn, Rin del Nord-Westfàlia, Alemanya, 3 de desembre de 1936 – Barcelona, 14 d'octubre de 2013) fou un editor, polític i historiador de la literatura catalana.

## Biografia

### Joventut i estudis
Max Cahner nasqué a Bad Godesberg el 3 de desembre de 1936. La família paterna era jueva d'origen alemany, establerta a Catalunya a finals del segle xix, i la mare nasqué al barri madrileny de Lavapiés. Els seus pares, Max Emanuel Cahner i Bruguera i Maria del Sagrari Garcia i Fuertes, havien contret matrimoni a Barcelona el 20 de juny de 1929 i emigrat a Alemanya abans de la seva naixença a causa de l'esclat de la guerra civil espanyola. Amb tot, per por a la persecució que patien les persones d'origen jueu sota el règim de Hitler, la família s'establí el 1937 a Galícia. En acabar la guerra civil, tornaren tots a Barcelona.
Entre 1939 i 1945 Cahner va estudiar a l'Escola Alemanya que havia ajudat a fundar el seu avi patern Heinrich Cahner. El 1952 es matriculà a les facultats de Química i de Dret de la Universitat de Barcelona, on va conèixer Albert Manent, que el va introduir en els ambients catalanistes. El 1976 es llicencià en Ciències Químiques i es doctorà en Filosofia i Lletres per la Universitat de Barcelona. Contragué matrimoni amb la historiadora Eulàlia Duran, filla d'Agustí Duran i Sanpere, matrimoni que el 1986 l'Església declarà nul, i es casà amb Maria Isabel Picallo, mare dels seus fills Max i Joana.
Participà el 1957 en el moviment estudiantil antifranquista com a membre de l'Assemblea Lliure del Paranimf i el 1964 el Govern d'Espanya l'expulsà per la seva activitat catalanista.

### Trajectòria cultural i cívica

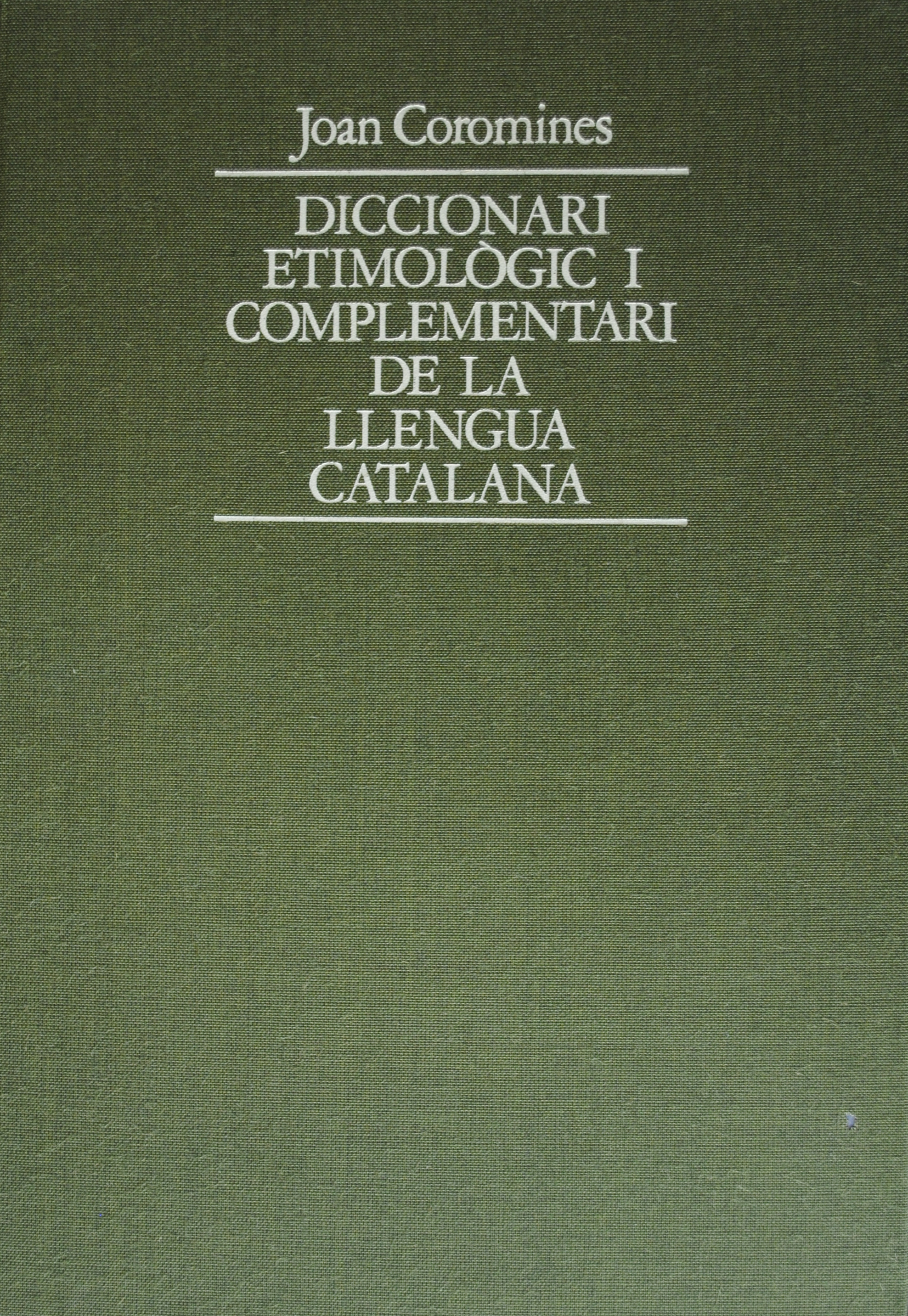
Primer volum del Diccionari etimològic i complementari de la llengua catalana, de Joan Coromines, on participà com a col·laborador

Amb Ramon Bastardes, impulsà la nova època de la revista Serra d'Or (1959) i el 1961 creà Edicions 62, que dirigí fins al 1969. El 1972 fundà Curial Edicions Catalanes, on publicà els 10 volums del Diccionari etimològic i complementari de la llengua catalana i els vuit de l'Onomasticon Cataloniae, de Joan Coromines, amb qui tindria una fructífera relació. A través d'Edicions 62, publicà la traducció de l'obra de Pierre Vilar Catalunya dins l'Espanya moderna (1964-1968) i l'assaig de Joan Fuster Nosaltres, els valencians, el 23 d'abril de 1962. També convencé Francesc Candel de publicar amb Edicions 62 l'assaig Els altres catalans, però no amb el nom de Nosaltres, els immigrants com li demanava l'editorial recordant l'èxit de l'obra fusteriana. A més, Cahner edità les publicacions Randa, Recerques i Els Marges; fou un dels fundadors de la Gran Enciclopèdia Catalana i contribuí a promoure el Congrés de Cultura Catalana i la campanya «Identificació del territori. Català al carrer». També dirigí la Gran geografia comarcal de Catalunya, publicada en dinou volums (1981-1985). Va ser professor de literatura catalana a la Universitat de Barcelona des del 1975 fins que es jubilà, el 28 de febrer de 2006.
Així mateix, treballà per intensificar els lligams culturals i polítics amb el País Valencià, i la consciència de Països Catalans. El 1954 conegué l'escriptor valencià Joan Fuster, amb qui va mantenir una estreta relació personal i professional. Vicepresident del Club Ramon Muntaner (1979), fou rector de la Universitat Catalana d'Estiu a Prada de Conflent des del 1985 fins al 1987 i des del 1992 fins al 1994. El 1986 Max Cahner va reprendre la publicació de la Revista de Catalunya per a donar continuïtat a la publicació fundada per Antoni Rovira i Virgili el 1948.
Cahner fou membre fundador de la Societat Catalana de Llengua i Literatura, filial de l'Institut d'Estudis Catalans, el 1986. Organitzà a Vic entre el 20 i 22 de febrer de 1987 les I Jornades sobre el Nacionalisme Català, amb el patrocini de la Fundació Revista de Catalunya. En ella van trobar-se intel·lectuals i professionals catalanistes d'arreu dels Països Catalans, com Francesc Candel, Miquel Roca, Miquel Sellarès, Josep-Lluís Carod-Rovira, Joan B. Culla, Oriol Pi de Cabanyes, Salvador Cardús, Segimon Serrallonga i Heribert Barrera, entre d'altres, per cultivar i promoure el catalanisme. Les Jornades van repetir-se anualment a diferents poblacions fins al 1995.
Entre 1987 i el 13 de desembre de 1991 fou president del Consell d'Administració, president executiu i editor del diari Avui. Fou comissari del projecte del Teatre Nacional de Catalunya, fins que dimití el 1992, substituït per Josep Maria Flotats. Des del 1992 fins al 1997 i des del 2000 fins al 2005 formà part del jurat del Premi d'Honor de les Lletres Catalanes. També fou, amb Eliseu Climent i Joaquim Maluquer, marmessor del llegat de Joan Fuster. Joan Coromines —de qui també fou marmessor juntament amb les germanes d'aquest, Carme i Júlia— li encarregà impulsar la Fundació Pere Coromines. Va fer donació en vida de la seva biblioteca i arxius a l'Arxiu Nacional de Catalunya, com sempre havia estat la seva voluntat.

### Activitat política

#### Conseller de Cultura i etapa a CDC
Políticament, fou un dels fundadors de Nacionalistes d'Esquerra i del 1980 al 1984 fou conseller de Cultura i Mitjans de Comunicació de la Generalitat de Catalunya com a independent en el primer govern de Jordi Pujol. El periodista i escriptor Agustí Pons i Mir va ser el seu cap de gabinet.
Com a conseller, va fomentar la creació i reconstrucció d'institucions culturals catalanes com l'Arxiu Nacional de Catalunya, la Filmoteca de Catalunya, els projectes del Teatre Nacional de Catalunya i l'Auditori, Centre d'Art Santa Mònica i les bases de la xarxa de biblioteques, museus i arxius. Promogué la Llei de normalització lingüística, el pla de dinamització de la cultura popular i, entre 1980 i 1982, el projecte de creació de la televisió i ràdio públiques catalanes. El 1982 va engegar les subvencions a l'edició de llibres en llengua catalana i va instaurar el Centre de Restauració i Conservació de Béns Culturals Mobles en unes dependències del claustre del monestir de Sant Cugat.
Cahner es feu militant de Convergència Democràtica de Catalunya (CDC) l'octubre de 1986 i s'ocupà de la sectorial de cultura del partit. A les eleccions al Parlament de Catalunya de 1988 es presentà al dissetè lloc de la llista de Convergència i Unió (CiU) per Barcelona i fou elegit diputat, seient que ocupà fins al 1992. Es presentà en quart lloc de les llistes de CiU a les eleccions al Parlament Europeu de 1989, en les quals la coalició catalanista aconseguí tres diputats. L'abril de 1988 fou elegit membre del Comitè Executiu Nacional de CiU.

#### Creació d'Acció Catalana
El 27 de març de 1994 es donà de baixa com a militant de CDC i afirmà: «He estat utilitzat com a boc expiatori per la defensa del dret de Catalunya a l'autodeterminació». Cahner creà l'11 d'abril del mateix any el seu propi partit, Acció Catalana, que s'autodefiní com a «nacionalista, progressista i autodeterminista».
A les eleccions al Parlament Europeu de 1994, Max Cahner fou el candidat número 2 de la coalició Per l'Europa de les Nacions, formada essencialment per Eusko Alkartasuna i Esquerra Republicana de Catalunya (ERC), que no aconseguí representació. El 1997 Acció Catalana acabà associant-se amb ERC. El 1999 es presentà a les eleccions locals com a cap de llista d'Acció Catalana de Sant Vicenç de Montalt, on aconseguí 147 vots (10,4%) i fou elegit regidor, càrrec que ocupà fins al 2003.

### Darrers anys
El 2003 signà una declaració, juntament amb altres 34 exdiputats catalans més, en la qual denunciava la prohibició de les llistes d'Autodeterminaziorako Bilgunea (AuB) a les eleccions a les Juntes Generals del País Basc de 2003. Entre els signants hi figuraven Josep Maria Ainaud de Lasarte, Josep Benet, Heribert Barrera, Francesc Candel, Pere Esteve, Antoni Gutiérrez Díaz, Jaume Sobrequés i Francesc Vicens.
Max Cahner i Garcia va morir, a Barcelona, la matinada del 14 d'octubre de 2013 a setanta-sis anys.

## Premis i reconeixements

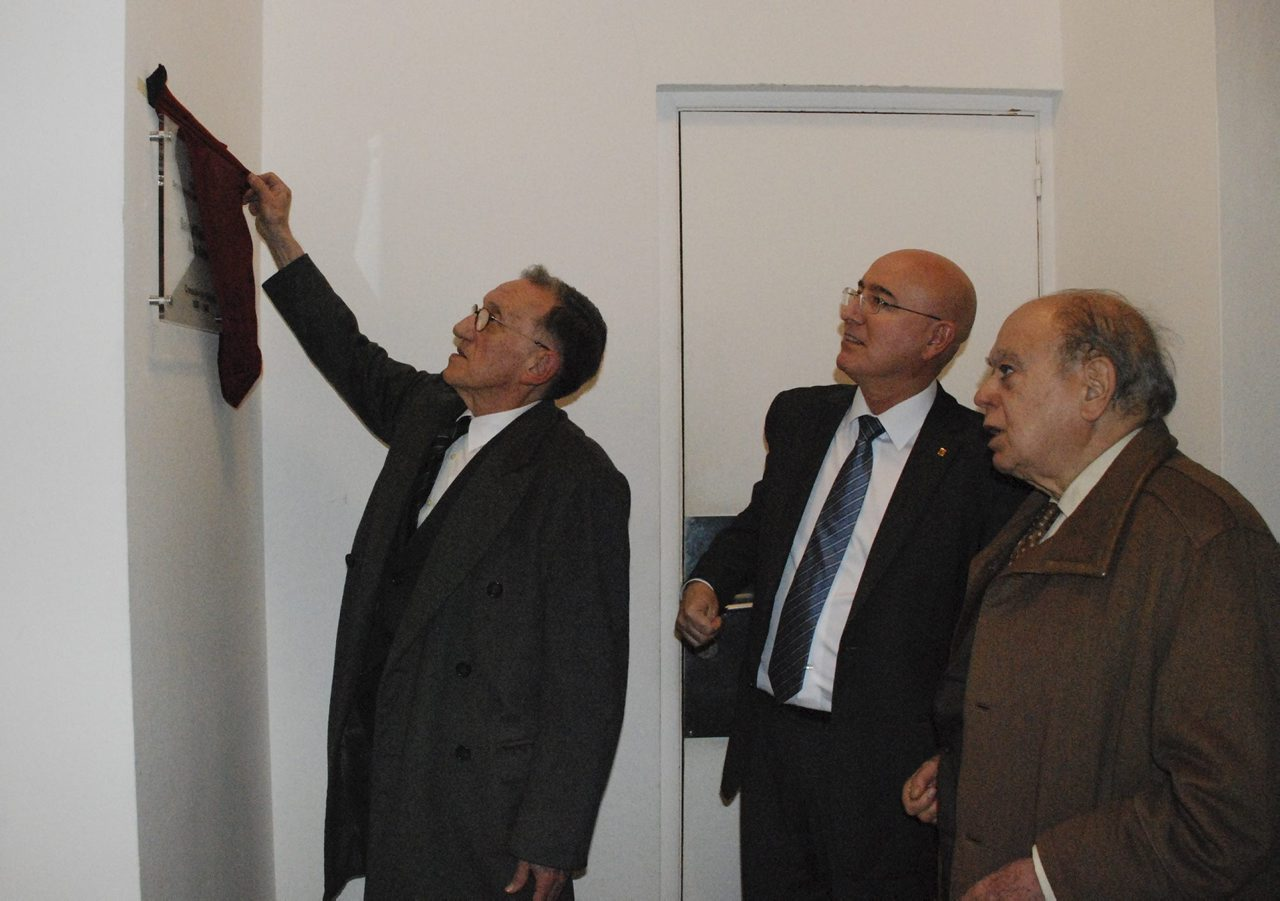
Max Cahner descobrint la placa commemorativa amb el seu nom de la sala d'exposicions del Palau Moja, davant el conseller Joan Manuel Tresserras i l'expresident Jordi Pujol.

El 1996 li fou atorgada la Creu de Sant Jordi «com a impulsor de nombroses iniciatives culturals en el terreny de la recuperació de la nostra identitat, llengua i història com a nació, i en la creació d'elements de difusió bàsics per a la cultura catalana, principalment en el món editorial, que han assolit una trajectòria consolidada i de prestigi. En reconeixement d'una continuada acció en favor de la cultura i de servei a Catalunya».
El 2007 la Fundació Ramon Trias Fargas va retre-li un homenatge i es va publicar una miscel·lania en homenatge seu, on nombroses personalitats glossaren aspectes de la seva vida i obra. El desembre de 2010 es va posar el seu nom a la sala d'exposicions del Palau Moja, seu del Departament de Cultura de la Generalitat de Catalunya. L'any següent l'Arxiu Nacional de Catalunya va organitzar-li un homenatge, a iniciativa d'Òmnium Cultural de Sant Cugat del Vallès.
El 2013 la Generalitat de Catalunya li atorgà la Medalla d'Or a títol pòstum.
El novembre de 2015 la Revista de Catalunya va publicar un volum monogràfic dedicat íntegrament a tota la seva tasca cultural.
El 21 d'agost de 2016 la Universitat Catalana d'Estiu li va retre un homenatge.

## Obres
- Epistolari del Renaixement (1977 – 1978)
- Diccionari etimològic i complementari de la llengua catalana, de Joan Coromines, com a col·laborador
- Petit Curial Enciclopèdic (1979), com a director.
- Gran Geografia Comarcal de Catalunya (1981 – 1985), com a director.
- Obra catalana, de Joan Baptista Anyés, com a director (Curial, 1987)[8]
- Literatura de la revolució i la contrarevolució (1789-1849) (1998 – 2005)